# Norwegian Sky
 (janvier 2011).
Si vous disposez d'ouvrages ou d'articles de référence ou si vous connaissez des sites web de qualité traitant du thème abordé ici, merci de compléter l'article en donnant les références utiles à sa vérifiabilité et en les liant à la section « Notes et références ».
Le Norwegian Sky est un bateau de croisière de la compagnie Norwegian Cruise Line (NCL).
Il est initialement commandé par Costa Croisières, sous le nom de Costa Olympia, au chantier Bremer Vulkan qui fait faillite peu après, ne pouvant terminer la construction. Costa Croisières refuse d'acheter le navire ; la NCL va l'acquérir et assume son achèvement au chantier Lloyd Werft de Bremerhaven.
Sous les couleurs de la division américaine du groupe, NCL America, il porte le nom de Pride of Aloha à partir de 2004, et subit une rénovation pour les croisières hawaïennes.
En 2008, le Pride of Aloha ainsi que le Pride of Hawaii (maintenant Norwegian Jade) retournent à la compagnie NCL sous son nom d'origine, sans subir de transformation.

## Histoire
La construction du Norwegian Sky débute en juillet 1996 sous le nom du Costa Olympia aux chantiers Bremer Vulkan de Brême (Allemagne), quelques mois avant celle de son sister-ship le Costa Victoria. Pressé par des difficultés financières, le chantier Bremer Vulkan doit arrêter la construction en juillet, alors que 35 % du navire seulement sont réalisés. La coque est remorquée hors de la forme en octobre. Costa Croisières ne désire pas acheter le navire inachevé. C'est en décembre 1997 que la Norwegian Cruise Line décide de reprendre le projet. Le navire est remorqué aux chantiers navals Lloyd Werft de Bremerhaven où la construction est menée à son terme.
À la suite de son acquisition par la Norwegian Cruise Line, le navire est radicalement reconçu par Tillberg Design, qui avait dessiné les plans d'origine. Les changements de design comprennent l'ajout de cabines avec balcon sur deux des ponts — alors qu'aucune cabine à balcon n'était prévue dans les plans originaux —, trois restaurants supplémentaires, le décor entièrement changé, ainsi que l'abaissement d'un pont de la passerelle pour loger un complexe salon d'observation et spa sur le pont supérieur.
Au départ le Norwegian Sky proposait des repas traditionnels avec horaires fixes. Après un an de service, la NCL propose son concept « Freestyle Cruising » (« dînez où vous voulez, quand vous voulez ») ; le navire doit s'équiper de nouveaux restaurants.
Lors de sa mise en service en août 1999, il entreprend une série de croisières entre New York et Québec avec différentes escales le long de la côte nord-est américaine, la Nouvelle-Écosse et le Fleuve Saint-Laurent.
En 2004, il est enregistré sous pavillon des États-Unis avec un équipage américain ; il est rebaptisé Pride of Aloha. La décoration des cabines est des espaces communs est entièrement revue pour adopter un thème hawaïen ; la coque arbore des guirlandes de fleurs (leis).
Le Pride of Aloha est retiré du marché hawaïen en mai 2008. Sous le pavillon des Bahamas, il reprend son nom de baptême, Norwegian Sky, et navigue à nouveau pour la Norwegian Cruise Line.

### Accident
Lors de sa croisière inaugurale, il fait escale à Québec. Il en repart le 24 septembre 1999, vers 0 h 30 à destination de Halifax. Au cours de l'avant-midi, le navire qui est assisté dans cette partie du trajet par deux pilotes, pénètre dans le fjord du Saguenay afin d'en naviguer une section à vitesse réduite pour le bénéfice des passagers. Il fait demi-tour au cap Éternité et se dirige vers la sortie du Saguenay quand on aperçoit des baleines. La visibilité est bonne, le ciel est dégagé et le commandant accepte de faire un détour pour permettre aux passagers d'observer un groupe de baleines à la surface du fleuve. À petite vitesse, le Norwegian Sky entreprend une giration qui sera cependant influencée par le courant de la marée montante si bien que le navire se trouve déporté vers le récif de l'Île Rouge. Le navire talonne le haut-fond et s'immobilise avec une gîte de 5 degrés sur bâbord. Immédiatement, les vérifications confirme des dégâts importants aux hélices et gouvernails ainsi qu'une voie d'eau dans les double-fonds. Il y a 1 923 passagers, 787 membres d'équipage, deux pilotes et un naturaliste canadien.
Le navire demeure échoué solidement et demande l'assistance de la Garde côtière canadienne. En consultation avec les propriétaires, le commandant demande l'évacuation préventive de tous les passagers et d'une partie des membres d'équipage car le navire est échoué de façon instable. Le Centre de sauvetage maritime de Québec (MRSC Québec) met en branle un dispositif d'évacuation impliquant des navires d'excursion ainsi que les deux traversiers assignés à la traversée du Saguenay.
Cependant, alors que l'évacuation va débuter, la diminution de la force du courant qui coïncide avec la marée haute et les efforts conjugués du garde côte Isle Rouge et des systèmes latéraux de propulsion du navire de croisière permettent au Norwegian Sky de flotter à nouveau et de se libérer du haut-fond trois heures après son échouement.
Le navire revient à Québec et ses importantes avaries à la coque et aux systèmes de propulsion seront réparées au chantier Maritime de MIL Davie, à Lauzon.

## Source
- (en) Cet article est partiellement ou en totalité issu de l’article de Wikipédia en anglais intitulé « Norwegian Sky » (voir la liste des auteurs).